# Franz Brunner
Franz Brunner   (Viena, 21 de març de 1913 - 22 de desembre de 1991) fou un jugador d'handbol austríac que va competir durant la dècada de 1930.
El 1936 va prendre part en els Jocs Olímpics de Berlín, on guanyà la medalla de plata en la competició d'handbol.